# Karsten Rudolph

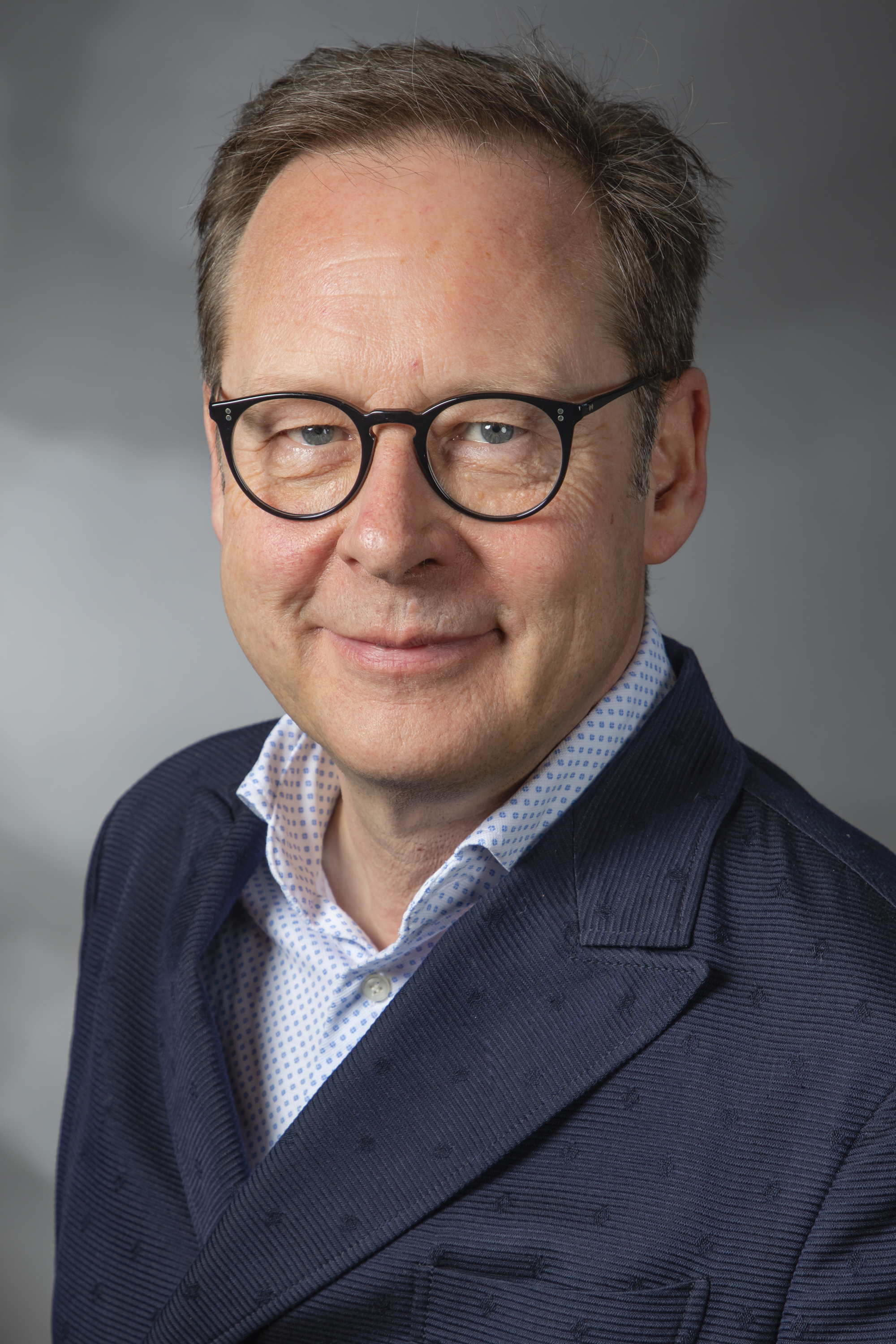
Karsten Rudolph (2019)

Karsten Rudolph (* 21. Mai 1962 in Witten) ist ein deutscher Historiker mit den Schwerpunkten Sozial- und Politikgeschichte des 19. und 20. Jahrhunderts und ein sozialdemokratischer Politiker. Er war von 2002 bis 2010 und von 2017 bis 2022 Mitglied des Landtags von Nordrhein-Westfalen. Er ist Professor am Institut für soziale Bewegungen der Ruhr-Universität Bochum.

## Ausbildung und berufliche Tätigkeit
Karsten Rudolph studierte nach dem Abitur 1981 und dem Zivildienst bis 1988 Geschichte, Germanistik, Sozialwissenschaften und Pädagogik an der Ruhr-Universität Bochum. Nach dem ersten Staatsexamen 1988 promovierte er dort 1992 bei Hans Mommsen und Helga Grebing über die Geschichte der sächsischen Sozialdemokratie im Kaiserreich und der Weimarer Republik. Von 1992 bis 1994 war Rudolph als Leiter eines Forschungsprojekts am Institut für soziale Bewegungen (ehemals Institut zur Erforschung der europäischen Arbeiterbewegung) der Ruhr-Universität tätig. Zwischen 1994 und 2001 war Rudolph wissenschaftlicher Assistent und Angestellter. Im Jahr 2001 wurde er in Bochum mit einer Arbeit über die Wirtschaftsdiplomatie im Kalten Krieg habilitiert und ist seitdem Privatdozent. Seine Schwerpunkte in der Lehrtätigkeit betreffen die Geschichte der Arbeiterbewegung, den Aufstieg des Nationalsozialismus in der Weimarer Republik sowie die Geschichte der Bundesrepublik Deutschland und des Kalten Krieges.
2011 wurde er Leiter der Politischen Kommunikation beim Essener Chemie-Konzern Evonik. Er arbeitete als Lobbyist für das Unternehmen beim Europäischen Parlament. 2012 wurde er apl. Professor für Neuere und Neueste Geschichte an der Ruhr-Universität Bochum. Nach seinem erneuten Ausscheiden aus dem Landtag 2022 wurde er Leiter des Standorts der Strategieberatungsagentur No Drama in Bochum.

## Politische Mandate
Rudolph war von 2002 bis 2010 und erneut von 2017 bis 2022 Mitglied des Landtags Nordrhein-Westfalen. 
Als Nachrücker wurde er am 7. November 2002 nach dem Wechsel Wolfgang Clements in die Bundesregierung Mitglied des Landtags von Nordrhein-Westfalen. Er gehörte dem Haupt- und dem Innenausschuss des Parlaments an. Rudolph war darüber hinaus Innenpolitischer Sprecher der SPD-Fraktion und gehörte dem Fraktionsvorstand an. In der 14. Wahlperiode (2005–2010) wurde er über die Landesliste gewählt. Dabei vertrat er den Wahlkreis Hochsauerlandkreis II - Soest III (Meschede, Marsberg, Bestwig, Olsberg, Winterberg, Medebach und Rüthen). Bei der Landtagswahl 2010 wurde er nicht wieder in den Landtag gewählt. 
Rudolph wurde von der SPD im Hochsauerlandkreis als Kandidat für die Bundestagswahl 2009 aufgestellt, verfehlte aber den Einzug in den Bundestag.
Bei der Landtagswahl am 14. Mai 2017 errang Rudolph ein Direktmandat im Wahlkreis Bochum II (Süden und Südwesten) und gehörte dem 17. nordrhein-westfälischen Landtag an. Er war ordentliches Mitglied im Wissenschaftsausschuss und im Ausschuss für Digitalisierung und Innovation. Nach der Landtagswahl 2022 schied er aus dem Landtag aus.

## Partei
Rudolph ist seit 1978 Mitglied der SPD und war von 1985 bis 1991 Vorsitzender der Jungsozialisten im Bezirk Westliches Westfalen. Außerdem war er von 1990 bis 1996 Vorsitzender des Ortsvereins Wetter-Wengern und von 1992 bis 1998 stellvertretender Vorsitzender des Unterbezirks Ennepe-Ruhr. Zwischen 1985 und 1997 gehörte Rudolph dem Vorstand des Bezirks Westliches Westfalen an, von 1997 bis zur Auflösung des Bezirks im Jahr 2000 war er dessen stellvertretender Vorsitzender. Von 2001 bis 2012 war Rudolph Mitglied des Landesvorstandes und Präsidiums der Nordrhein-Westfälischen SPD. Er gehörte der Programmkommission der Bundespartei an und ist Mitglied der Historischen Kommission beim Parteivorstand der SPD. Bis 2012 war er auch Vorsitzender des Unterbezirks Hochsauerland. Von 2015 bis 2021 war er Vorsitzender des SPD-Unterbezirks Bochum.

## Engagement
Rudolph ist im Kuratorium des Wilhelm-Dröscher-Preises, der neue Ideen und Wege bürgernaher Politik unterstützt, sowie des Gustav-Heinemann-Bürgerpreises, der seit 1977 Personen, Gruppen oder Organisationen auszeichnet, die sich um Freiheit und Gerechtigkeit in eigenverantwortlicher Haltung verdient gemacht haben. Seit 2004 ist Rudolph im Kuratorium des Instituts für Deutsches und Internationales Parteienrecht und Parteienforschung an der Heinrich-Heine-Universität Düsseldorf.
2019 wurde Karsten Rudolph in den WDR-Verwaltungsrat gewählt. Für den WDR gehört er dem Aufsichtsrat der Bavaria-Film GmbH in München über die WDR mediagroup seit 2020 wieder an. Zwischen 1999 und 2017 war er Mitglied des Rundfunkrates des WDR und von 2010 bis 2017 Aufsichtsrat der WDR mediagroup. Er gehört darüber hinaus seit 2010 dem Redaktionsbeirat der Zeitschrift Neue Gesellschaft/Frankfurter Hefte an.

## Schriften und Veröffentlichungen (Auswahl)

### Monographien
- Die sächsische Sozialdemokratie vom Kaiserreich zur Republik (1871–1923), Köln/Weimar/Wien 1995.
- Bibliographie zur Geschichte der Demokratiebewegung in Mitteldeutschland (1789–1933), Köln/Weimar/Wien 1995 (zusammen mit Iris Weuster).
- Willy Brandt. Berliner Ausgabe, Bd. 5: Die Partei der Freiheit. Willy Brandt und die SPD 1972–1992 (Bearb.), Bonn 2002.
- Wirtschaftsdiplomatie im Kalten Krieg. Die Ostpolitik der westdeutschen Industrie, Frankfurt am Main, New York 2004.
- Die Leipziger Messe im Ost-West-Konflikt. Große Politik und kleine Begegnungen, Berlin 2006 (zusammen mit Jana Wüstenhagen).
- Die Thüringer Arbeiterbewegung vom Kaiserreich bis zum Ende der Weimarer Republik, Erfurt 2018. ISBN 978-3-946939-23-8.

### Herausgeber
- Demokratische Bewegungen in Mitteldeutschland. 10 Bände, Köln, Weimar, Wien 1995–2005 (zusammen mit Helga Grebing und Hans Mommsen).
- Geschichte als Möglichkeit. Über die Chancen von Demokratie. Festschrift für Helga Grebing, Essen, 1995 (zusammen mit Christl Wickert).
- Reform an Rhein und Ruhr. Nordrhein-Westfalens Weg ins 21. Jahrhundert, Bonn 2000 (zusammen mit Tanja Busse u. a.).
- Sozialdemokratie im Wandel. Der Bezirk Westliches Westfalen 1893–2001, erw. Ausgabe, Essen 2001 (zusammen mit Bernd Faulenbach, Stefan Goch und Günther Högl).
- Vom Rechtsstaat zum Präventionsstaat (zusammen mit Stefan Huster), Frankfurt am Main, 2008 ISBN 978-3-518-12543-4.
- Wandel hat eine Heimat. Nordrhein-Westfalen in Geschichte und Gegenwart (herausgegeben zusammen mit Stefan Goch), Oberhausen 2009.
- Eurobrüssel von innen. Einsichten und Aussichten (herausgegeben zusammen mit Werner Wobbe), Projektverlag, Bochum/Freiburg 2014. ISBN 978-3-89733-333-8.
- Mein Ortsverein. Projektverlag, Bochum/Freiburg 2016. ISBN 978-3-89733-390-1.
- Das Kriegstagebuch des Albert Quinkert (1914–1919), Münster 2018. ISBN 978-3-402-13308-8.
- Helga Grebing – Wissenschaft in gesellschaftlicher Verantwortung (zusammen mit Stefan Berger und Anja Kruke), Bonn 2020. ISBN 978-3-96250-536-3.
- Bochum. Von hier aus (zusammen mit Daniela Rüther), Münster 2021. ISBN 978-3-402-24726-6.